# Ibardin
El collado de Ibardin está situado en la frontera franco-española, en los Pirineos. Comunica el departamento de Pirineos Atlánticos y la región de Nueva Aquitania, en Francia, con Navarra, en España. 

## Geografía
Es el primer puerto de carretera fronterizo que se encuentra viniendo del mar Cantábrico. Es accesible en automóvil por la D 404 francesa y por la C-131 española, y a pie por el GR-10 francés, entre el valle del Nivelle (Urrugne) y el valle del Bidasoa (Vera de Bidasoa).
- Altitud: 317 metros
- Latitud: 43/18/34/N
- Longitud: 01/41/03/W
- Desnivel medio: 5,6%

## Economía

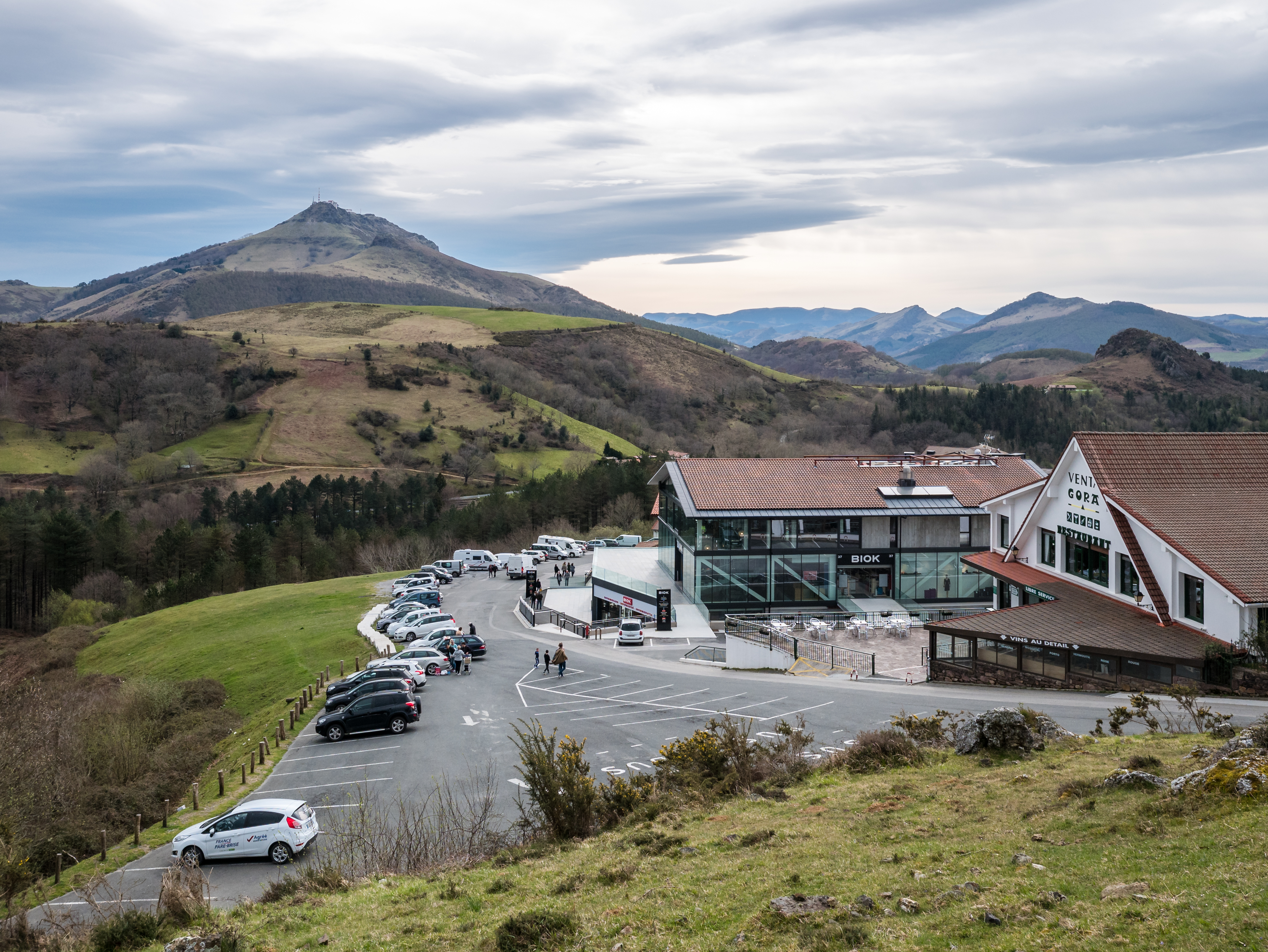
Ibardin en la zona denominada Ventas.

Antes de llegar a la frontera, en territorio español y con unos 100 metros más de altitud, se encuentra la zona llamada Ventas, en la que hay una veintena de comercios donde se venden los artículos más diversos: alcohol, sandalias, jamón de Bayona, etc. Especialmente dirigidos a ciudadanos franceses para que puedan comprar productos más baratos.

## Vuelta al País Vasco
Este pequeño alto ha sido meta tradicional de la Vuelta al País Vasco con hasta 14 llegadas consecutivas entre 1981 y 1994. Tras un largo parón, en la edición del 2012 se recuperó dicha subida.